# Missiehuis van Scheut

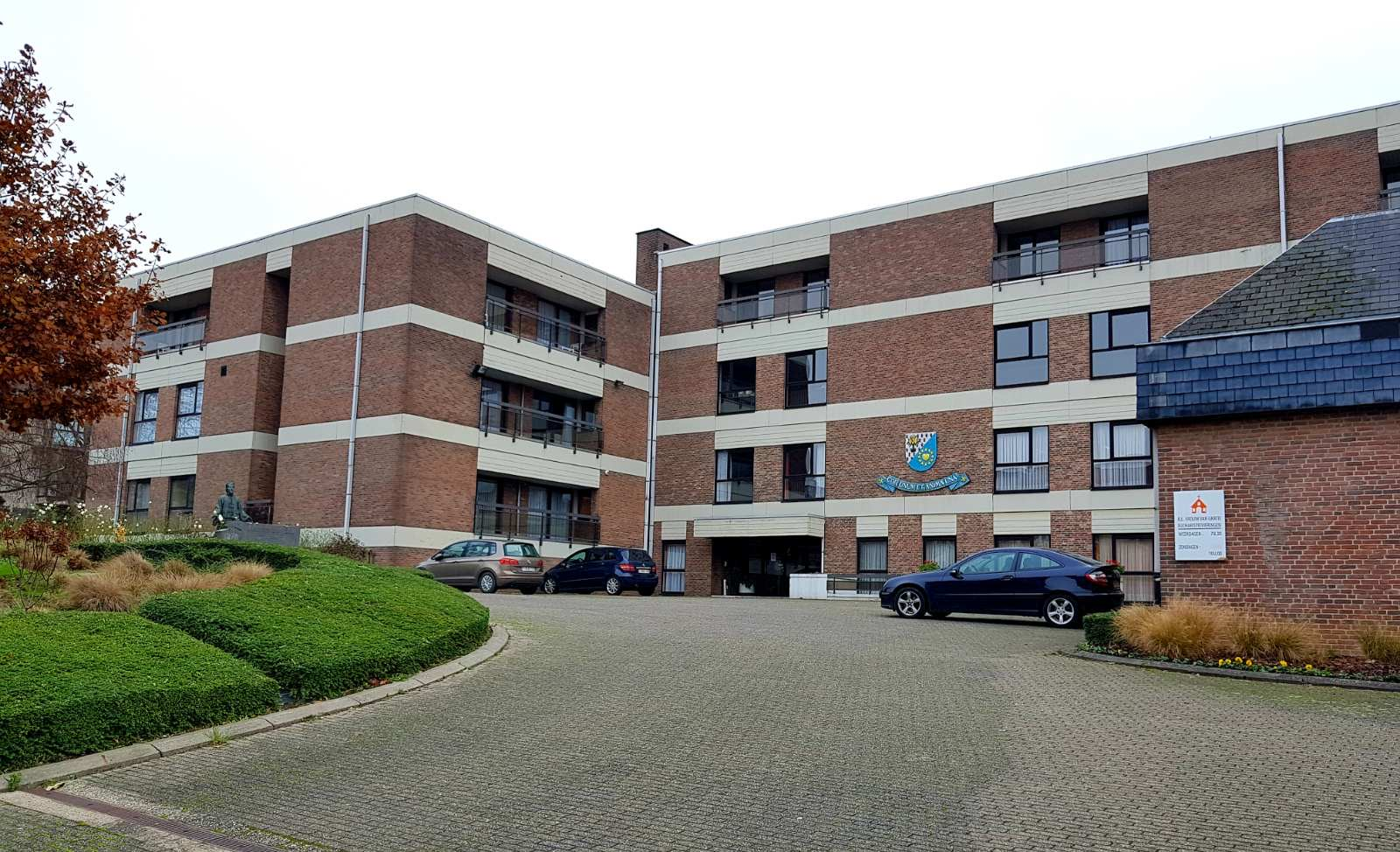
Missiehuis van Scheut

Het Missiehuis van Scheut is een klooster te Anderlecht, gelegen aan de Ninoofse Steenweg 548.
Dit klooster werd opgericht door de Congregatie van het Onbevlekt Hart van Maria, ook Missionarissen van Scheut genaamd, naar de wijk Scheut te Anderlecht, waar zij gevestigd waren vanaf 1865 en waar ook de Ninoofse Steenweg deel van uitmaakt. De missionarissen verrichtten hun werk voornamelijk in China, maar daarnaast ook in tal van andere landen.
Tot 1974 waren op het grondgebied nog resten zichtbaar van het vroegere Kartuizerklooster van Scheut (1456-1783), en van de Onze-Lieve-Vrouw van Genadekapel. Dit alles werd in 1974 gesloopt en is voorgoed verdwenen. Het terrein werd verkocht aan projectontwikkelaars die er in de jaren '90 van de 20e eeuw een appartementencomplex bouwden. De overgebleven paters bouwden een kleiner gebouw op het terrein, in een deel waarvan het Chinamuseum is gevestigd.